# 池崎美穂
池崎 美穂（いけざき みほ、1月28日 - ）は、日本の女性声優。神奈川県出身（宮崎県生まれ）。血液型はB型。旧名は池崎 リョウ、池崎 美子。以前はキャロットハウス（2004年所属）、office BORDERLESS、IAMエージェンシー、アズリードカンパニーに所属していた。

## 出演

### テレビアニメ
2015年
- 城下町のダンデライオン（園長）

2016年
- 三者三葉（近所の女性）

### OVA
- 天狗のかくれ里（トオル、他）

### ゲーム
- アガレスト戦記
- カオスウォーズ（トナティ、スルク）
- 新天魔界ジェネレーションオブカオスV（コット、他）
- スペクトラルフォース3 イノセントレイジ（記憶をなくした少年、他）
- のーコネパズル たころん（ドラモ、エクザルト）
- 緋色の欠片（宇賀谷静紀、オサキ狐）
  - 緋色の欠片 愛蔵版（宇賀谷静紀、オサキ狐）
  - 緋色の欠片〜あの空の下で〜（宇賀谷静紀、オサキ狐）
- 星の降る刻（大道寺隼人）
- ミストオブカオス（トリステン、他）

### 舞台
- ピーターパン（ナナ、ワニ）

### インターネットラジオ
- AMIKE STYLE〜あみいけすたいる〜（パーソナリティ）
- あみみんといけいけのキャロットできゅ♪（パーソナリティ）